# Aljis

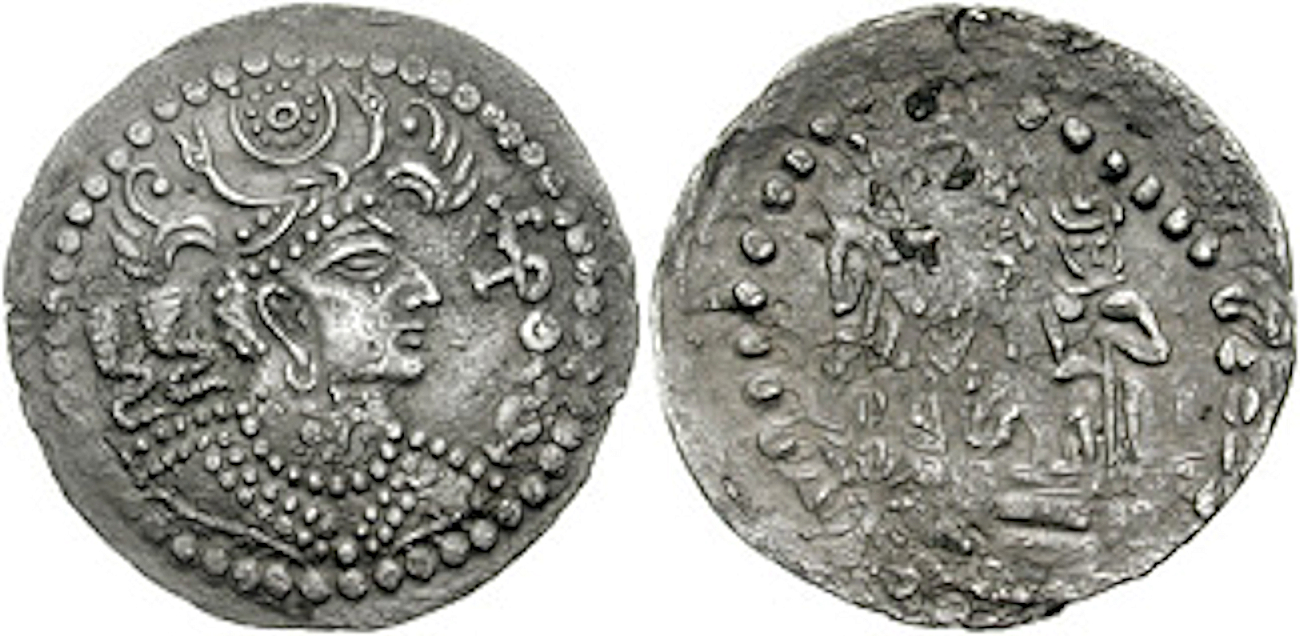
Tipo de las monedas excavadas en Tang-i Safedak (Göbl, Hunnen Em. 243), junto a la inscripción de Alkhis. Escritura bactriana leyenda σηρο "'Sero'" (contemporáneo de Sahi Tigin). Hacia finales del siglo VII-principios del VIII d.C.

Alkhis fue un gobernante de la zona de Zabul, con capital en Gazan (Ghazni) en Afganistán en las primeras décadas del siglo VIII de nuestra era. Era hijo de Khuras.  Expandió su territorio hasta el norte de la región de Band-e Amir, al oeste de Bamiyan. Aunque no aparece en las fuentes chinas contemporáneas, Alkhis puede haber sido un miembro de la familia Zunbil gobernante de Zabulistan, y probablemente era de la misma etnia que el cercano Shahis turcos que gobernaba en Kabul en ese momento.
Se sabe que Alkhis envió un mensaje al emperador de la dinastía Tang en 724 EC. Antes de 726 EC, independizó el territorio de Zabul del reino de Jibin-Kabul gobernado por los Shahis turcos.
Alkhis es considerado como el patrón del segundo periodo de florecimiento del santuario budista de Tapa Sardar, caracterizado en este periodo por la creación de un arte budista híbrido sinicizado-indio.
La inscripción bactriana de la estupa de Tang-i Safedak , fechada en torno a 715/716 d. C. o 710/724 d. C., menciona la dedicación de una estupa por Alkhis:

(Era) el año 492, el mes Sbol, cuando yo, Alkhis hijo de Khuras, señor de Gazan, establecí esta estupa (como) una fundación (piadosa)(?) en Ragzamagan(?). (En aquel tiempo) cuando había un gobernante turco y un gobernante árabe, los deyadharma (regalos meritorios) hechos por mí fueron guardados. . . . y después hice este Zinaiaka-deyadharma en la creencia voluntaria que tenía hacia el huddha-sastra y en gran fe (Sraddha) y en ... Cualquiera que sea el mérito (punya ) que pueda surgir de aquí, ahora y (en) el futuro, que yo, Alkhis, y mis padres y esposa y hermanos (y) hijos y (otros) parientes también - que cada uno (y) cada uno (de nosotros) alcance (su) propio deseo. Homenaje a los budas.
Inscripción bactriana de Tang-i Safedak. traducción de Nicholas Sims-Williams.